# Satíricon
El Satíricon o Satiricó (Satyricon o Satyrica) és una obra clàssica de ficció, amb una barreja de prosa i poesia, escrita en llatí a finals del segle i dC. Se li atribueix l'autoria a Petroni, ja que en la tradició manuscrita identifica l'autor com un tal Titus Petronius. Com en el cas de l'Ase daurat d'Apuleu, els estudiosos clàssics sovint la descriuen com una «novel·la romana», sense que impliqui necessàriament una continuïtat amb la forma literària moderna.
La part del text que ha sobreviscut narra les desventures del narrador, Encolpius, i el seu amant, un jove ben plantat de setze anys anomenat Giton. Al llarg de la novel·la, Encolpius té dificultats per mantenir el seu amat fidel a ell, ja que constantment es veu atret per altres. L'amic d’Encolpius, Asciltus (que sembla que prèviament havia mantingut una relació amb Encolpius) és un altre personatge important. És un rar exemple d'una novel·la romana, l'únic exemple que ha sobreviscut juntament amb (sent molt diferents en estil i trama) les Metamorfosis o Ase daurat, escrit per Luci Apuleu. També és summament important com a prova per a reconstruir la vida quotidiana de les classes més baixes durant el principi de l'Imperi Romà.

## Resum i ordenació

### Resum
La història del Satíricon, concretament de la versió actualment en circulació, es pot estructurar, segons els estudiosos francesos Hubert Zehnacker i Jean-Claude Fredouille.
Les «primeres aventures» (capítols I a XXVI) revelen una acció que transcorre en primer lloc en una ciutat costanera de la regió de la Campània antiga, potser Pozzuoli. Després d'haver escoltat l'orador Agamenó discórrer sobre l'eloqüència i l'educació, el narrador, Encolpi, queda confós i arriba a un bordell fins a trobar-se en una infame caupona on troba a Ascilte, amb el qual es bat per la propietat en exclusiva del jove Gitó. Encolpi i Ascilte, que havien robat un abric, tracten de revendre'l al mercat. Veuen a les mans d'un comerciant una vella túnica que havien perdut anteriorment i en el revestiment de la qual hi havien amagat les seves monedes d'or. Tracten d'intercanviar l'abric per la túnica, sense adonar-se que al poc temps, interrompen l'esclau de la sacerdotessa de Príap en l'execució d'un sacrifici. De tornada a casa, on Gitó els espera per al sopar, Psique, criada de la sacerdotessa de Príap Cuartila, ha acudit per acusar-los d'haver pertorbat el sacrifici que la seva mestressa oferia a Príap, ofenent així al déu. Cuartila es presenta en aquest moment i demana compensació. Els mana fuetejar, fent-los jurar que callaran els misteris del déu que van presenciar en el temple. A continuació, obliga a l'adolescent Gitó a desflorar davant els seus ulls a una nena de set anys anomenada Paníquide, sobre una catifa arran de terra col·locada per la seva donzella. El trio d'amics aconsegueix escapar, després de la qual cosa una esclava d'Agamenó els recorda que estan convidats a sopar a casa de Trimalció.
Comença llavors el Sopar de Trimalció (Cena Trimalcionis, Capítols XVII a LXXVII): el trio protagonista es troba després de la invitació a casa del llibert sirià Trimalció, que posseeix un sumptuós habitatge, descrit amb detall pel narrador. El sopar és igualment referit amb minuciositat, tant els diferents i exòtics plats com els propòsits del seu amfitrió i la resta de convidats. Divertiments de tota classe aviven la nit: balls, acròbates i narracions de tota mena se segueixen unes a les altres. Quan el marbrista Habinnas fa la seva entrada, tots els assistents estan ja ebris. Després de l'arribada dels esclaus, Trimalció fa lectura del seu testament i descriu el seu monument funerari. Llavors, tots els convidats van als banys, on Trimalció explica la història de la seva vida anterior com esclau fins que es va emancipar. Ascilte aprofita la somnolència de Encolpi per sodomitzar Gitó, i aconsegueix convèncer-lo perquè marxi amb ell. En adonar-se de la desaparició de Gitó, Encolpi abandona al seu torn la casa de Trimalció.
La tercera secció relata l' «infidelitat i volta de Gitó» (capítols LXXIX a XCIX): Gitó va en companyia de Ascilte, cosa que provoca la desesperació d'Encolpi. Aquest es reuneix llavors en una galeria de quadres (pinacotheca) amb el poeta de baixa estofa Eumolpo. Parlen d'alguns quadres els significat dels quals se li escapa. El poeta li fa discursos obsolets i pessimistes, i després recita per a ell un poema sobre la conquesta de Troia. Encolpi es topa de nou amb Gitó i juntament amb Eumolpo, s'embarquen en el primer navili que surt amb destinació.
En la quarta part del text, «la navegació» (seccions C a CXXV), els tres amics s'assabenten que el vaixell pertany a Licas, antic amo de Encolpi i Gitó. L'esposa del capità, Trifena, s'apropia a Gitó, fent-lo amant seu. Gitó vol a hores d'ara emascularse, i mentre Licas, capità del vaixell, discorre sobre les falses creences del món i la doctrina d'Epicur, tracten llavors d'escapar, però són capturats de nou. Després d'una baralla general, tots es reconcilien. Escolten la faula de  La Matrona d'Efes  narrada per Licas. Però aviat esclata una tempesta i el vaixell s'enfonsa. Els tres amics naufraguen fins a una platja prop de la ciutat de Crotona. Aprenen que els captors de testaments són fora de control. Interessats per aquest manera senzilla de fer una mica de diners, decideixen aprofundir més en el tema. Eumolpo declama després un poema sobre la guerra civil romana.
L'última part narra les aventures d'Encolpi i Circe. Per guanyar-se la vida a Crotona, Encolpi es prostitueix. Es reuneix amb una dona membre d'una família de patricis i veïna de Crotona, Circe (capítols CXXVI a CXLI): les seves trobades amoroses són descrites en detall, així com la insuficiència sexual soferta per Encolpi i els corresponents retrets de Circe. Creient ser víctima d'un encanteri de Príap, Encolpi demana consell a Proselena, sacerdotessa d'aquest déu. Ella el colpeja amb la seva escombra després de recitar una lletania però l'encanteri no es trenca. Encolpi decideix després buscar tractament a Enotea, també sacerdotessa de Príap. Aquesta última l'introdueix en l'anus un fascinum de cuir recobert d'oli i pebre i tot seguit, sacseja el seu sexe amb un grapat d'ortigues verdes. Encolpi veu el seu sexe de nou vigoritzat.
Fragments, molt desarticulats, segueixen a aquestes aventures i de nou tornen a l'episodi sobre els captors de testaments a Crotone. Es desconeix com acaba la novel·la.

### Ordenació
El Satíricon és un «agregat de fragments dispersos o ideats per adaptar-se a la traducció manuscrita». Segons Louis de Langle, el text del qual disposem consta de tres parts: la primera i l'última relaten les aventures d'Encolpi i els seus amics, la segona, que és «un aperitiu» en certa manera, descriu un banquet que ofereix el llibert Trimalció. No obstant això, com observa Pierre Grimal, el text publicat avui sota el nom Satíricon «no és tota l'obra, sinó un recull de fragments, transmesos per diferents manuscrits i disposats d'acord amb criteris de versemblança orientats a reconstruir, d'alguna manera, la resta de la novel·la i a extreure’n una trama». El fragment més extens és la festa a casa de Trimalció (o Trimalchion), que n'hi ha prou per si sol per a considerar-ne Petroni com a autor.
El relat transcorre en primer lloc a Campània, en una ciutat no especificada prop de Nàpols, Pompeia o potser Oplontis, fins i tot Herculà i, finalment, a Crotone.